# Run (BTS)
Run è un brano musicale del gruppo sudcoreano BTS, pubblicato il 30 novembre 2015 come seconda traccia del quarto EP The Most Beautiful Moment in Life, Pt. 2 e utilizzato per la promozione del disco. Due remix, Run (Ballad Mix) e Run (Alternative Mix), sono stati inclusi nella raccolta del 2016 The Most Beautiful Moment in Life: Young Forever. Una versione giapponese è uscita come singolo il 15 marzo 2016 sotto l'etichetta discografica Pony Canyon.
Billboard ha scelto Run come terza canzone K-pop migliore del 2015.

## Descrizione
Run è una traccia hip hop dance con elementi di rock britannico, scritta in fa diesis minore e con un tempo di 133 battiti per minuto. Si apre con il suono della chitarra elettrica, e ha un beat che diventa gradualmente più "intenso". Alla conferenza stampa per l'uscita dell'EP, i BTS hanno spiegato che il disco aveva "un'atmosfera più avventurosa e spericolata" della prima parte, e che "per questo l'apripista s'intitola Run [correre]". La canzone esprime il tema centrale di The Most Beautiful Moment in Life, Pt. 2, raccontando la passione della gioventù che non riesce ad arrendersi nonostante i ripetuti fallimenti. Nel testo essa viene paragonata ad un fiore, mentre la realtà in cui vive al sole che, pur aiutandolo a sbocciare, allo stesso tempo lo fa anche seccare. Il ritornello, che recita "Corro corro corro ancora, non posso fermarmi / Corro corro corro, non posso farne a meno" e "Corro corro corro ancora, va bene anche se cado / Corro corro corro, va bene anche se mi faccio un po' male", contiene un messaggio di conforto per l'ascoltatore, esortandolo ad andare avanti anche se ignora cosa lo aspetti.

## Video musicale
Il video musicale è stato caricato su YouTube il 30 novembre 2015 ed è diretto da Choi Yong-seok dello studio Lumpens, assistito da Ko Yoo-jeong, Lee Won-ju, Ko Hyun-ji e Jung Noo-ri. Il direttore della fotografia è Nam Hyun-woo della GDW, mentre Cho Yu-na fa da direttore artistico. Son Hyun-suk della Real Lighting è il tecnico delle luci.
La clip, filmata tra Incheon, l'isola di Jeju, Goyang e Gunpo, ha una durata di 7 minuti e mezzo e vede i membri del gruppo trascorrere del tempo insieme mentre vengono ripresi da Jin, in una storia che si collega a quella dei video musicali di I Need U e al cortometraggio The Most Beautiful Moment in Life on stage: prologue, dei quali sono state riutilizzate alcune ambientazioni. I ragazzi si muovono in uno scenario surreale in cui i loro problemi personali vengono annullati quando si ritrovano insieme a festeggiare e scherzare. Alcune scene rimandano però a tematiche più oscure, come quando V lotta per non affogare sott'acqua o Jimin brucia una foto di gruppo.
Il videoclip ha raccolto un milione di visualizzazioni in sette ore. Nell'aprile 2019 ha superato i 100 milioni.

## Esibizioni dal vivo

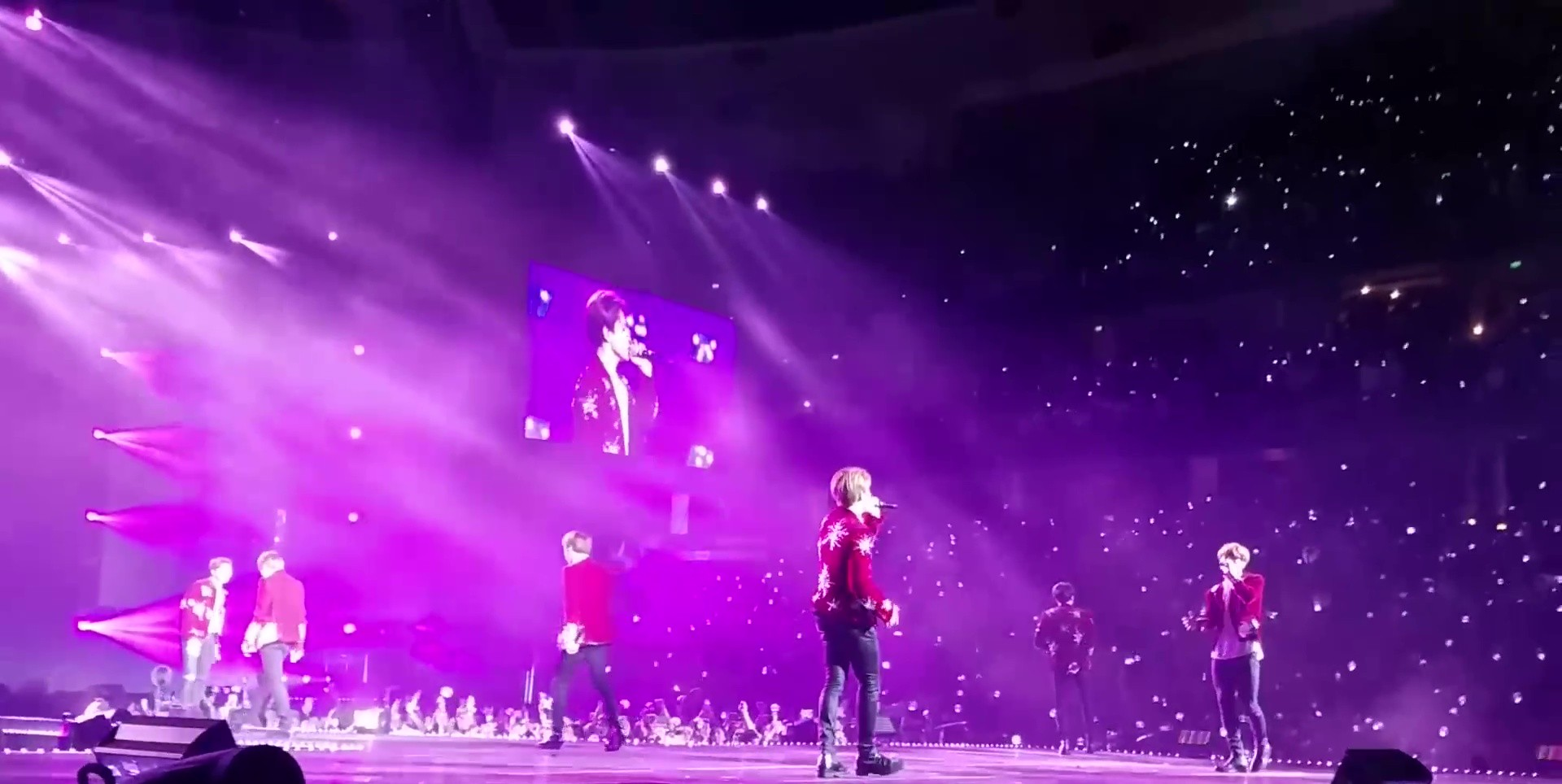
I BTS mentre eseguono Run durante il Wings Tour a Anaheim, 2 aprile 2017.

La prima esibizione dal vivo di Run è avvenuta il giorno prima dell'uscita durante il concerto del gruppo all'SK Olympic Handball Gymnasium di Seul, prima tappa del The Most Beautiful Moment in Life On Stage Tour. I BTS l'hanno eseguita sul palco degli Mnet Asian Music Award il 2 dicembre 2015, per poi passare a promuoverla in vari programmi musicali sudcoreani, tra cui Music Bank, Inkigayo e Show Champion. Il pezzo ha fatto anche parte della scaletta dei tour successivi del gruppo: il The Most Beautiful Moment in Life On Stage: Epilogue (2016), il Wings Tour (2017) e il Love Yourself World Tour (2018-2019).

## Singolo giapponese
La versione giapponese di Run è stata pubblicata in formato singolo il 15 marzo 2016 e commercializzata in versione regolare e versione CD+DVD. Mentre entrambe le contengono anche Butterfly in giapponese, solo la versione regolare ha una terza traccia, l'inedito in giapponese Good Day. Nella versione con DVD sono invece inclusi dei contenuti di backstage.
Il singolo si è classificato al primo posto della classifica giornaliera Oricon nel giorno dell'uscita, vendendo 53 000 copie, e in seguito è stato certificato disco d'Oro dalla RIAJ.
Al videoclip ha lavorato lo stesso staff della versione coreana.

### Tracce
1. Run (versione giapponese) – 3:55 (Pdogg, Hitman Bang, Rap Monster, Suga, V, Jung Kook, J-Hope)
2. Butterfly (versione giapponese) – 4:04 (Hitman Bang, Slow Rabbit, Pdogg, Brother Su, Rap Monster, Suga, J-Hope)
3. Good Day – 4:25 (testo: Matt Cab, Ryuja, Rap Monster, Suga, J-Hope)

## Formazione
- Jin – voce
- Suga – rap, scrittura
- J-Hope – rap, scrittura
- RM – rap, scrittura
- Jimin – voce
- V – voce, scrittura
- Jung Kook – voce, scrittura, ritornello

### Produzione
Versione coreana
- "Hitman" Bang – scrittura
- Jung Jae-pil – chitarra
- Pdogg – scrittura, arrangiamento rap, registrazione, produzione, tastiera, sintetizzatore
- James F. Reynolds – missaggio

Ballad Mix
- Ahn Soo-wan – arrangiamento archi
- Jung Jae-pil – chitarra
- Kim Bo-sung – registrazione
- Lee Joo-young – basso
- Slow Rabbit – produzione, tastiera, sintetizzatore
- Yang Ga – missaggio
- Yungstring – archi

Alternative Mix
- Bob Horn – missaggio
- Jung Jae-pil – chitarra
- Pdogg – arrangiamento rap, registrazione, produzione, tastiera, sintetizzatore, arrangiamento voci

## Successo commerciale
Run si è classificata in ottava posizione nelle classifiche coreane, mentre è apparsa alla terza della Billboard World Digital Songs, indicante le canzoni internazionali più scaricate negli Stati Uniti.

## Classifiche

### Versione coreana
| Classifica (2015-2016)             | Posizione massima |
| ---------------------------------- | ----------------- |
| Corea del Sud (versione originale) | 8                 |
| Corea del Sud (Ballad Mix)         | 68                |
| Corea del Sud (Alternative Mix)    | 128               |

### Versione giapponese
| Classifica (2016) | Posizione massima |
| ----------------- | ----------------- |
| Giappone          | 2                 |

## Riconoscimenti
- MBC Music Show Champion Award
  - 2015 – Miglior esibizione di un gruppo maschile[38]
- Melon Popularity Award
  - Premio popolarità settimanale del 7 dicembre 2015[39]

### Premi dei programmi musicali
- Music Bank
  - 11 dicembre 2015[21]
  - 8 gennaio 2016[40]
- Show Champion
  - 9 dicembre 2015[23]
  - 16 dicembre 2015[41]
- The Show
  - 8 dicembre 2015[42]